# Borostomias abyssorum
Borostomias abyssorum är en fiskart som först beskrevs av Köhler, 1896.  Borostomias abyssorum ingår i släktet Borostomias och familjen Stomiidae. Inga underarter finns listade.